# Kykladská civilizace

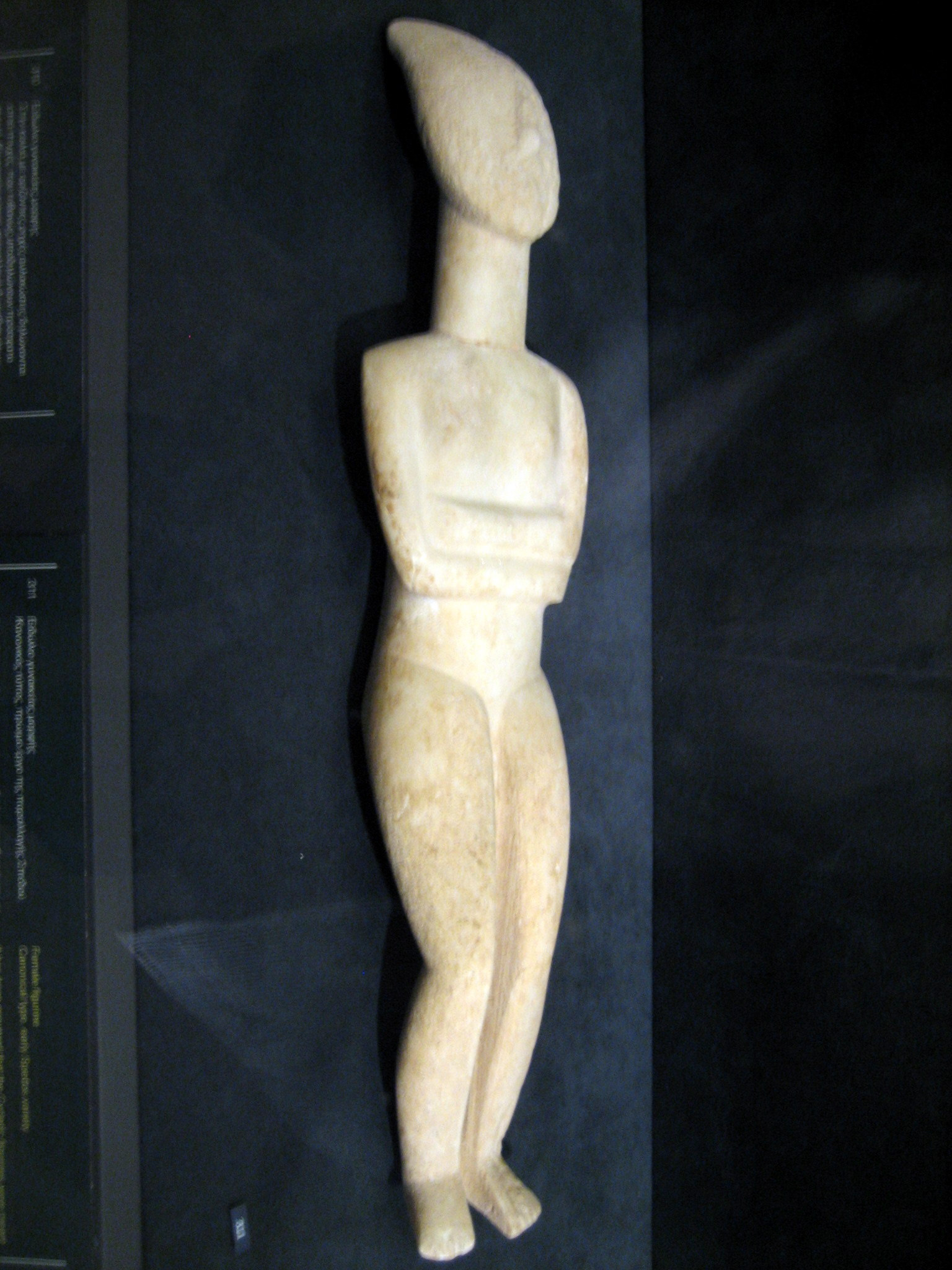
Kykladská ženská soška

Kykladská civilizace, též kykladská kultura nebo kykladské období, byla civilizace doby bronzové na Kykladách v Egejském moři přibližně v období mezi roky 3 000 př. n. l. a 2 000 př. n. l. Poté splynula s civilizací mínojskou. Na počátku byla v egejské oblasti v popředí vývoje a jako první sem přinesla znalost zpracování bronzu. Těžila z výhodné polohy ostrovů, osídlených nejspíše na konci neolitu, která zajišťovala blízkost pevniny a výhodná přístaviště. Významná byla těžba obsidiánu, především na Mélu, a nejspíše také zlata a stříbra. Vykopávky dobře dochovaného města této kultury se nacházejí u vesnice Akrotiri na ostrově Théra.
Výrazným uměleckým projevem jsou mramorové sošky, zobrazující především ženy. Na rozdíl od paleolitických a neolitických venuší nemají zveličené pohlavní a plodivé znaky, zobrazované jsou většinou štíhlé, se zakloněnou hlavou a ruce jsou složeny vedle sebe či přes sebe na břiše. Ačkoliv nedosahují veliké řemeslné úrovně, vykazují jistou snahu o abstrakci. Většinou jsou považovány za náboženské idoly. Existují i sošky mužů, nejčastěji hráčů na dvojitou píšťalu a harfu. Kykladské sošky byly exportovány i do ostatních oblastí u Egejského moře. Keramika byla vyráběna bez hrnčířského kruhu a místní materiál nebyl příliš vhodný. Zdobena je především kruhy a spirálami, které jsou vyryty nebo vytlačeny pomocí kolíků. Byly vyráběny například hliněné pánve, nejspíše sloužící jako toaletní náčiní, jejich výzdoba má často symboliku plodnosti, proto se uvažuje i o magickém významu.